# Jenny Cárdenas
Jenny Cárdenas Villanueva (La Paz, Bolivia 16 de julio de 1956) es una cantante, musicóloga, guitarrista y socióloga boliviana que --incursionó en la llamada nueva canción latinoamericana y la interpretación de ritmos de su país como la cueca. Es conocida su investigación sobre los boleros de caballería en el periodo de la Guerra del Chaco 1932-1935 y los matices políticos de este género.

## Biografía
Cárdenas nació en la ciudad de La Paz, se señala que su familia fue el primer ámbito en el que comenzó a hacer música, gracias a la influencia de sus padres y abuelos. Cantaba desde los 5 años y aprendió a tocar una organeta a los 6 años. 
Su padre fue un diplomático boliviano en Brasil, en este país Cárdenas aprendió a tocar la guitarra a los 9 años y formó su primer grupo musical denominando Wiphala, el mismo año. También se apunta que en esta etapa desarrolló su preferencia musical por canciones de la Música Popular Brasilera. 
Comenzó a componer desde 1972 a sus 16 años, influenciada por la figura de la poeta y artista chilena Violeta Parra y figuras del folclore argentino como Eduardo Falú. 
En Chile comenzó a estudiar antropología, carrera que abandonó puede tuvo que dejar ese país tras la caída de Allende, de retorno en Bolivia empezó la carrera de sociología.
Es socióloga y tiene una Maestría en Musicología, obtenida en el Conservatorio de Música de Río de Janeiro. En el año 2011 concluyó un PhD en Antropología Social en la Universidad de Saint Andrews de Escocia. Se destaca su rol como investigadora de la música boliviana de la Guerra del Chaco y la Revolución Nacional de 1952.

## Trayectoria
El 7 de julio de 1980 dio su primer recital en la Casa de la Cultura de La Paz como solista, aunque sus primeras apariciones fueron en el Paraninfo de la Universidad Mayor de San Andrés, como parte del grupo Manifiesto que formó en esta etapa. 
Cárdenas ha grabado diez álbumes como cantautora incursionando en diversos géneros. Su primer disco fue lanzado el año 1982, obteniendo notoriedad por la canción Te quiero basada en el poema de Mario Benedetti. En ese disco también se incluyó la cueca de Matilde Casazola, El Regreso, y canciones de Latinoamérica como Pajarillo verde, La noche de los amigos y una primera canción de su autoría titulada Paloma en el encierro que compuso después de pasar tres meses encarcelada por la dictadura de turno.
El año siguiente se fundó el Movimiento de la Nueva Canción Boliviana en Santa Cruz, promovido por el grupo cultural Jenecherú. Desde ese momento, fue invitada a cantar en los grandes festivales de la Canción Social en Berlín, Praga, Moscú, Inglaterra (Festival de Glastonbury), en Francia, Viena, Yugoslavia, Suecia, Suiza y Canadá. 
En esos escenarios donde se escuchaban las canciones de los más reconocidos cantautores de todos los continentes, compartió con otros cantantes destacados como Mercedes Sosa, Susana Baca, Litto Nebbia, Ángel Parra, Silvio Rodríguez y otros cantautores de América Latina.